# Método de Einstein
Método de Einstein denomina um método elaborado por Hans Albert Einstein sobre o estudo dos fenômenos de transporte de materiais sólidos (sedimentos) nos rios, que resultou num modelo matemático para cálculo de transporte sólido nos rios, muito utilizado em Hidrologia e em Sedimentologia, posteriormente modificado por outros hidráulicos e hidrólogos, entre os quais o russo Kalinsky e o português Veiga da Cunha do LNEC, em Lisboa.
A deposição de sedimentos em reservatórios é um grande problema a ser estudado pela engenharia hidráulica, pois a maioria da energia consumida vem de usinas hidroelétricas e o espaço tomado pelos sedimentos poderia ser para maior acumulação de água. No caso da Usina hidrelétrica de Tucuruí, por exemplo, foi calculado, utilizando o Método de Einstein modificado pelos engenheiros hidráulicos Roneí Carvalho e Jorge Rios, em 400 anos o tempo necessário para o assoreamento total do reservatório da barragem.